# ピエール・ヴァン・コートランド
ピエール・ヴァン・コートランド（Pierre Van Cortlandt、1721年1月10日 - 1814年5月1日）は、ニューヨーク州の初代副知事。
フィリップ・ヴァン・コートランド（ステファヌス・ヴァン・コートランドの息子）とキャサリン・デ・ペイスター（ヨハネス・デ・ペイスターの孫）の息子としてニューヨークで誕生した。
英本国への忠誠を確保するための英国当局の努力にもかかわらず、アメリカ合衆国の独立の際には植民地勢力に協力した。
第4代ニューヨーク植民地議会副議長として、1776年から1777年にかけて ニューヨーク州憲法制定会議に召集された。1777年ニューヨーク州知事選挙において、ジョージ・クリントンにニューヨーク州副知事戦で敗れた。1777年、ニューヨーク州上院議員、さらに臨時上院議長に選出され、つまり副知事代理を務めた。1778年、空席となっていた副知事に選出され、1778年6月30日に就任した。5回再選され、1795年までその座にあった。

## 家族
ギルバート・リヴィングストンの娘ジョアンナと結婚した。長男は政治家フィリップ・ヴァン・コートランド。次男は政治家ピエール・ヴァン・コートランド・ジュニア)。

## 記念
コートランド郡、コートランド市、コートラント町、ピエール・ヴァン・コートランド中学校はピエール・ヴァン・コートランドにちなんで命名された。